# Swerdlikowo
Swerdlikowo (russisch Свердликово) ist ein Dorf in der russischen Oblast Kursk. 2010 hatte es 543 Einwohner.
Der Ort liegt im Sudschanski rajon nahe der Grenze zwischen Russland und der Ukraine.
Im August 2024 fanden hier bei der Kursk-Offensive der ukrainischen Armee Kampfhandlungen statt. Die Ortschaft wurde in der Folge von ukrainischen Truppen eingenommen.